# Möðruvallabók

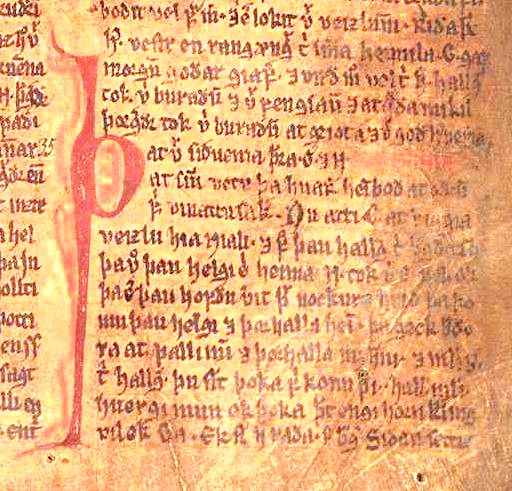
Una pagina della saga di Njáls di Möðruvallabók

Il Möðruvallabók, co AM 132 fol. è un manoscritto islandese della metà del XIV secolo, inciso su pergamena.  

## Contenuto
Contienece seguenti saghe islandesi in questo ordine: 
- Njáls saga
- Saga di Egils
- Finnboga saga ramma
- Saga di Bandamanna
- Saga di Kormáks
- Saga di Víga-Glúms
- Saga di Droplaugarsona
- Ölkofra þáttr
- Saga di Hallfreðar
- Laxdœla saga
- Bolla þáttr Bollasonar
- Fóstbrœðra saga

Molte di queste saghe sono conservate in frammenti anche altrove, ma si trovano in tutta la loro lunghezza solo nel Möðruvallabók, che pertanto contiene il più grande repertorio singolo conosciuto di saghe islandesi del Medioevo. 
Il manoscritto prende il nome da Möðruvellir, la fattoria di Eyjafjörður dove è stato trovato. Nel 1628 Magnús Björnsson firmò il suo nome con questa posizione. Fu portato in Danimarca nel 1684 da Thomas Bartholin e incorporato nella collezione Arnamagnæan nel 1690. È stato restituito in Islanda nel 1974 dopo la suddivisione della collezione nella sua sezione islandese e quella danese.